# UFC on Fox: Maia vs. Condit
UFC on Fox: Maia vs. Condit (también conocido como UFC on Fox 21) fue un evento de artes marciales mixtas organizado por Ultimate Fighting Championship que se llevó a cabo el 27 de agosto de 2016 en el Rogers Arena, en Vancouver, British Columbia, Canadá.

## Historia
El evento estelar contó con el combate entre los pesos wélter Demian Maia y Carlos Condit.
El evento coestelar contó con el combate entre el excampeón de peso ligero Anthony Pettis y Charles Oliveira.